# Encyclopédie copte
L'Encyclopédie copte est un ouvrage en huit volumes couvrant l'histoire, la théologie, la langue, l'art, l'architecture, l'archéologie et l'hagiographie de l'Égypte copte. L'encyclopédie a été écrite par plus de 250 experts occidentaux et égyptiens contributeurs dans le domaine de la coptologie, de l'histoire, de l'art et de la théologie et a été éditée par Aziz Suryal Atiya. Elle a été fondée par le pape copte Shenouda III, la Fondation Rockefeller, le Fonds National pour les Humanités (National Endowment for the Humanities), et autres.
L'Encyclopédie copte est la première encyclopédie à se concentrer sur l'une des Églises orientales et depuis sa publication en 1991, elle a été utilisée par de nombreux chercheurs et étudiants en Occident. L'Encyclopédie est le fruit de la communauté d'émigrants coptes en Occident et d'Aziz Suryal Atiya, qui n'a cependant pas vu l'impression du travail, qui eut lieu après sa mort.